# فرودگاه فوشان شادی
فرودگاه فوشان شادی (به انگلیسی: Foshan Shadi Airport) یک فرودگاه نظامی و همگانی با کد یاتا FUO است . این فرودگاه در شهر فوشان کشور چین قرار دارد .

## شرکت‌های هواپیمایی و مقصدهای پروازی
| شرکت‌های هواپیمایی      | مقصدهای پروازی |
| ---------------------- | --- |
| چاینا یونایتد ایرلاینز | پکن نانیوان، هفئی ژینگیاو، هونگشان تونکسی، کونمینگ چانگشوی، اوردوس ایجین هورو، شیاژونگ ژنگدینگ، شانگهای پودنگ، شنگرو سنگینگشن، Yulin، ژان‌جیانگ |